# Boveresse
Boveresse (toponimo francese) è una frazione di 392 abitanti del comune svizzero di Val-de-Travers (Canton Neuchâtel).

## Geografia fisica
Boveresse si trova nella valle Val-de-Travers formata dal fiume Areuse, a nord del lago di Neuchâtel, lungo il fianco meridionale della valle di La Brévine.

## Storia
Già comune autonomo che si estendeva per 12,90 km² e che comprendeva anche la frazione di Les Sagnettes, in seguito all'esito favorevole del referendum del 17 giugno 2007 il 1º gennaio 2009 è stato aggregato agli altri comuni soppressi di Buttes, Couvet, Fleurier, Les Bayards, Môtiers, Noiraigue, Saint-Sulpice e Travers per formare il nuovo comune di Val-de-Travers.

## Monumenti e luoghi d'interesse
- Chiesa riformata, eretta nel 1768[1].

## Società

### Evoluzione demografica
L'evoluzione demografica è riportata nella seguente tabella:
Abitanti censiti

## Economia
L'economia locale si basa prevalentemente sul settore primario.

## Infrastrutture e trasporti

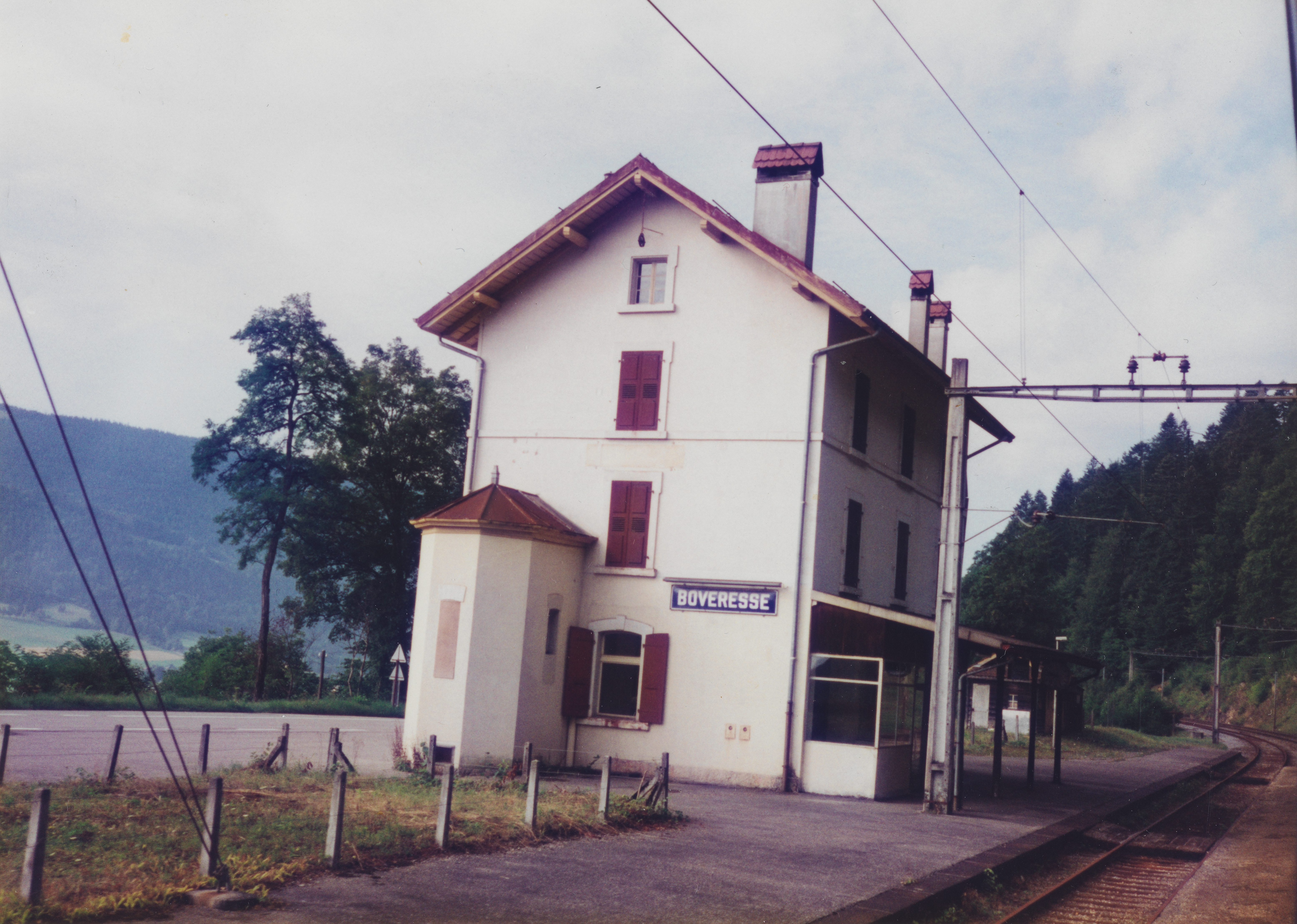
La stazione di Boveresse

Boveresse è servito dalla strada principale 10 e dall'omonima stazione sulla ferrovia Neuchâtel-Pontarlier.